# 廣枝音右衛門
廣枝 音右衛門（ひろえだ おとえもん、1905年（明治38年）12月23日 - 1945年（昭和20年）2月24日）は、台湾総督府警察の警察官、海軍巡査である。毎年9月第三土曜日か日曜日に、台湾・苗栗県南庄郷の勸化堂で慰霊祭が斎行されている。

## 生涯

### 前半生
1905年（明治38年）12月23日、神奈川県足柄下郡根府川村（片浦村を経て現在の小田原市）に生まれる。片浦尋常高等小学校（現・小田原市立片浦小学校）・逗子開成中学・日本大学予科を経て、1928年（昭和3年）に幹部候補生として佐倉歩兵第57連隊へ入隊。軍曹まで昇進する。

### 台湾総督府警察官
満期除隊後、湯河原町の小学校教員となるが、1930年（昭和5年）に職を辞して台湾に渡り、当時難関の職業であった台湾総督府巡査を志願し晴れて合格した。当時の台湾の警察官は治安維持の他にも台湾島民の文化水準を引き上げる役割を担っており、廣枝は頭脳明晰でありながら温厚な人柄により「仁慈と博愛心に富んだ聖人的な人格である」と部下たちから慕われただけでなく、島民からの信頼も厚かった。
1937年（昭和12年）日支事変により陸軍運送部基隆第22碇泊場司令部付として応召、翌年除隊。1942年（昭和17年）に警部に昇進した。

### フィリピンへの派遣
1943年（昭和18年）、太平洋戦争の戦線拡大により日本海軍が占領地の治安部隊として編成した軍属部隊である海軍巡査隊500人の総指揮官を拝命する。なお、フィリピンに派遣された海軍巡査隊は総勢2000名であり、廣枝が引率したのはそのうちの一次派遣隊に相当する。同年12月8日に高雄港を特設運送艦「武昌丸」で発った。途中バタン島沖で護衛の駆逐艦が敵潜水艦の雷撃により轟沈したが、廣枝は台湾人を中心とする部下たちの動揺を務めて抑え、2日後にマニラ湾南部のカヴィテへ無事入港した。現地での訓練ののち、廣枝は本隊を率いて捕虜の監視等の任務についた。このときも廣枝は「捕虜といっても同じ人間である。我々は保護監視のために来ているのだから無謀なことは決してしないように気を付けてやってくれ」と部下を諭すなど、人道主義に徹していたという。
戦局の悪化により、連合軍のルソン島上陸が時間の問題となると、マニラ海軍防衛隊が編成され、海軍巡査隊もその指揮下に入る。1945年（昭和20年）にマニラの戦いが始まると、廣枝は重傷を負った部下たちを抱き寄せ、大声で名前を呼び、目には涙をためながら励まし続け、迫撃砲弾や弾丸が降り続く中、危険を顧みず自ら重傷者達を病院へ護送するなどの率先垂範を行った。

### 最期の決断
圧倒的な兵力と物量を誇る米軍を前にして進退窮まったマニラ海軍防衛隊は、イントラムロス要塞に全軍を招集すると巡査隊から武器を回収、その代わりに敵戦車への体当たり用の棒地雷や円錐弾を配布した。「その場で全員玉砕すべし」との命令も出されており、事実上の陸上特攻の指示であった。
マニラへの総攻撃が加えられていた同年2月24日（公報では2月14日。2月23日とも）、廣枝が率いる隊は会敵し、二手に分かれて襲撃に備えた。このとき既に戦局の前途を達観していた廣枝は、
「お前たちは行け、これ以上、米軍と対峙して戦闘を続行することは、戦備からも不可能である。さりとて、今ここで軍の命令どおり玉砕することは、まったく犬死に等しい。諸君の親兄弟は故国台湾で、一日も早く諸君の生還することを祈っている。このさい、米軍に投降してでも、捕虜となってでも、お前たちは生きて帰れ、玉砕命令にたいする責任は、隊長の私自身がとる。私は日本人だからね」
と部下に言い残して壕に入り、自身の頭部に向けて拳銃で2発撃抜いて自決した。享年39。廣枝の自決後、廣枝の部下の多くが米軍に投降して捕虜となり台湾に生還した。

## その後

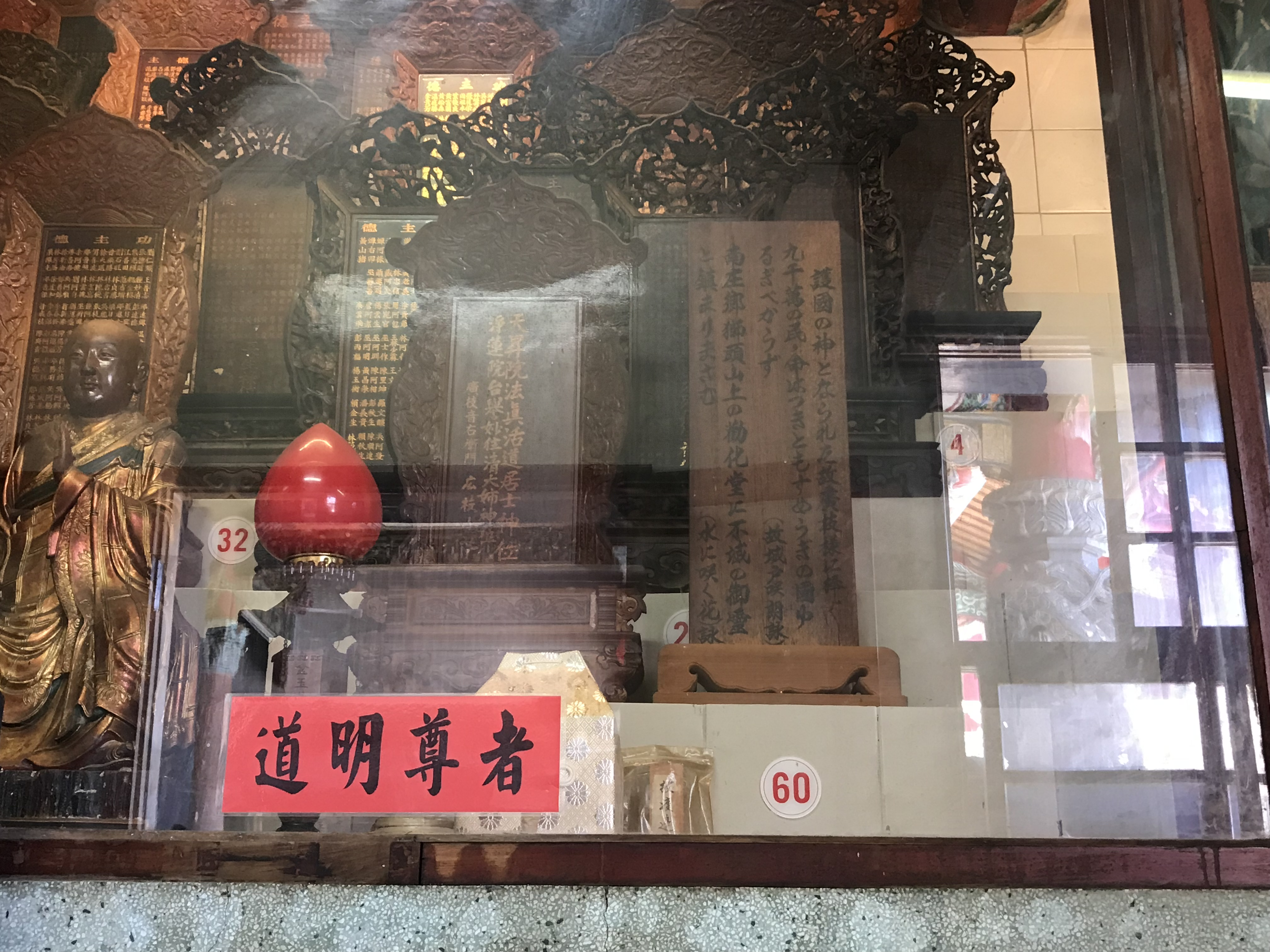
廣枝音右衛門夫妻牌位

戦後の動乱期を経て、1975年（昭和50年）末ごろから廣枝の元部下たちは連絡を取り合うようになり、翌年3月に日本で開催された第二回新竹州警友会で元部下たちからの手紙が公表され「廣枝警部殉職の真相調査委員会設置」の提案が緊急動議された。このとき廣枝の最期の状況を遺族らは初めて知ることとなり、廣枝の未亡人ふみが「夫の死はムダではなかった」と声を上げて泣いたことを中日新聞が報道している。なお、夫に先立たれたふみは行商などを行いながら女手で遺児を育て上げ、優良母子家庭として厚生大臣の表彰を受けている。
その後、元部下たちへの事情聴取を経て「廣枝廟」の建設が検討されたが、中華民国政府の戒厳下にあった当時の台湾においては当局の許可を得ることは困難であるとして断念された。しかし、元部下たちからの「このままでは私達の心のしこりがとれない」という意見を受けて、さしあたり英霊を永代仏として供養することとなり、1976年（昭和51年）に廣枝が行政主任を務めていた縁の地である竹南郡にある台湾仏教の聖地獅頭山勧化堂に廣枝の位牌が祀られた。以降慰霊祭が毎年執り行われている。

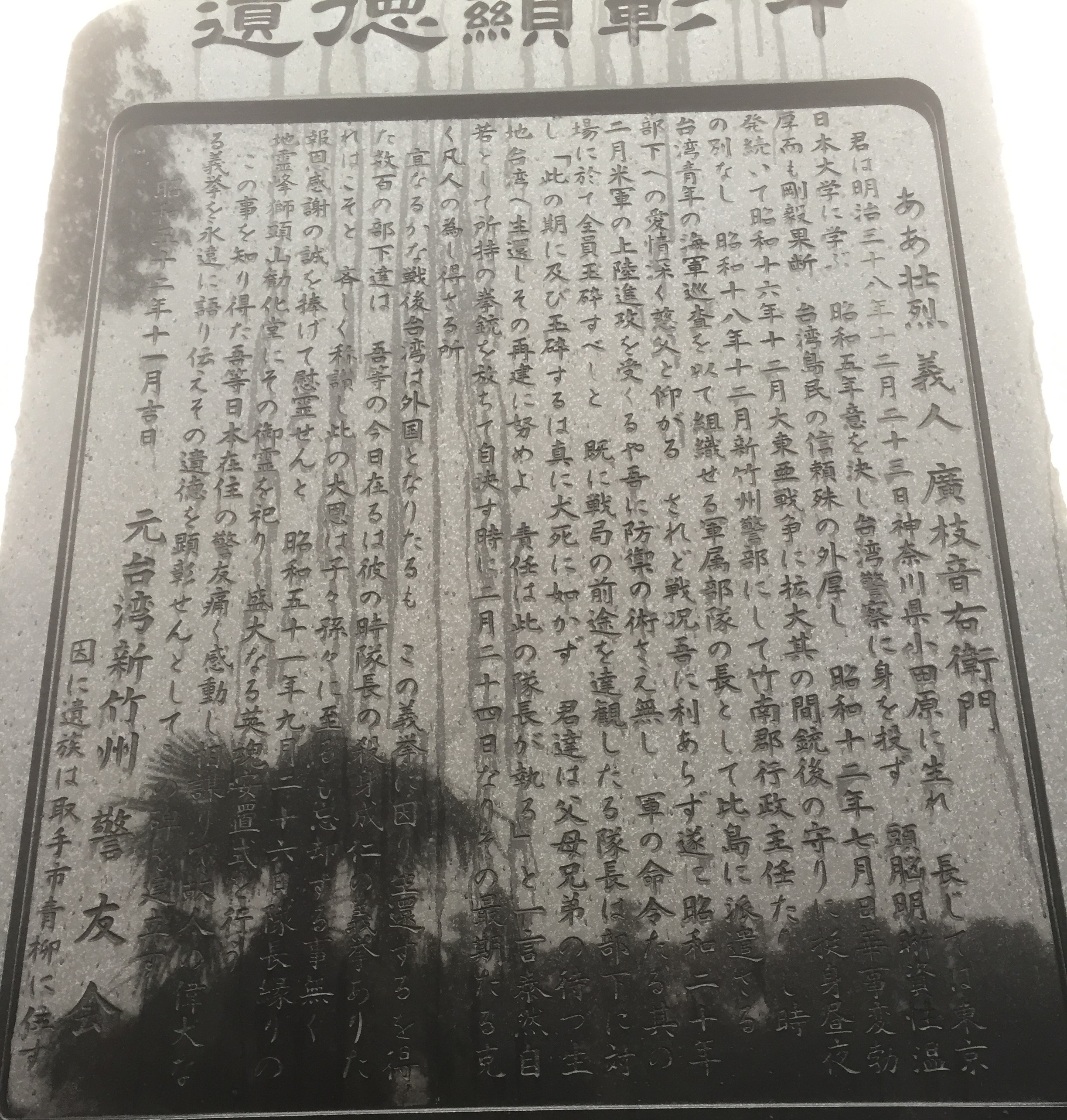
廣枝音右衛門 顕彰碑

1977年（昭和52年）、日本在住の有志らにより茨城県取手市弘経寺内の廣枝家の墓域に顕彰碑が建立された。以下、碑文より抜粋。
1985年（昭和60年）、廣枝の部下で小隊長であった劉維添が、廣枝隊長自決の場で土を採取して持ち帰り、未亡人ふみに託す。ふみが他界した後、獅頭山の位牌にはその名が加えられた。2017年（平成29年）、廣枝の母校である逗子開成中学校・高等学校が廣枝の功績を紹介した。